# Terugrolbeveiliging
Een terugrolbeveiliging of anti-rollback device is een technische installatie bij een achtbaan.

## Functie
De beveiliging voorkomt dat een achtbaantrein botst op een achteropkomende achtbaantrein in het geval van terugrollen. Dit kan gebeuren bij de lancering van een achtbaantrein of bij een kabel- of kettingbreuk tijdens de optakeling van de trein. In dergelijke gevallen zou de trein zonder terugrolbeveiliging achteruit rijden en op de tweede trein botsen die reeds in het station staat.
Ook kunnen terugrolbeveiligingen worden gebruikt gedurende de verdere baan op punten waar de snelheid zeer laag is en de achtbaantrein onder speciale omstandigheden mogelijk zou kunnen terugrollen (Engelse term: stallen). Dit zou bijvoorbeeld kunnen gebeuren door te veel tegenwind, of door te weinig gewicht in de trein waardoor hij te weinig snelheid heeft kunnen opbouwen.

## Werking
Terugrolbeveiligingen vallen in twee typen te verdelen afhankelijk van het type achtbaan. De meest bekende terugrolbeveiliging is het ratelmechanisme tijdens de optakeling van een achtbaan.
Een ander type terugrolbeveiliging is een speciaal remvak wat kan worden toegepast bij lanceerachtbanen. Dit type terugrolbeveiliging remt de achtbaantrein rustig af aangezien de achtbaantrein meer snelheid heeft op het moment dat de trein het remvak bereikt.

### Ratelterugrolbeveiliging

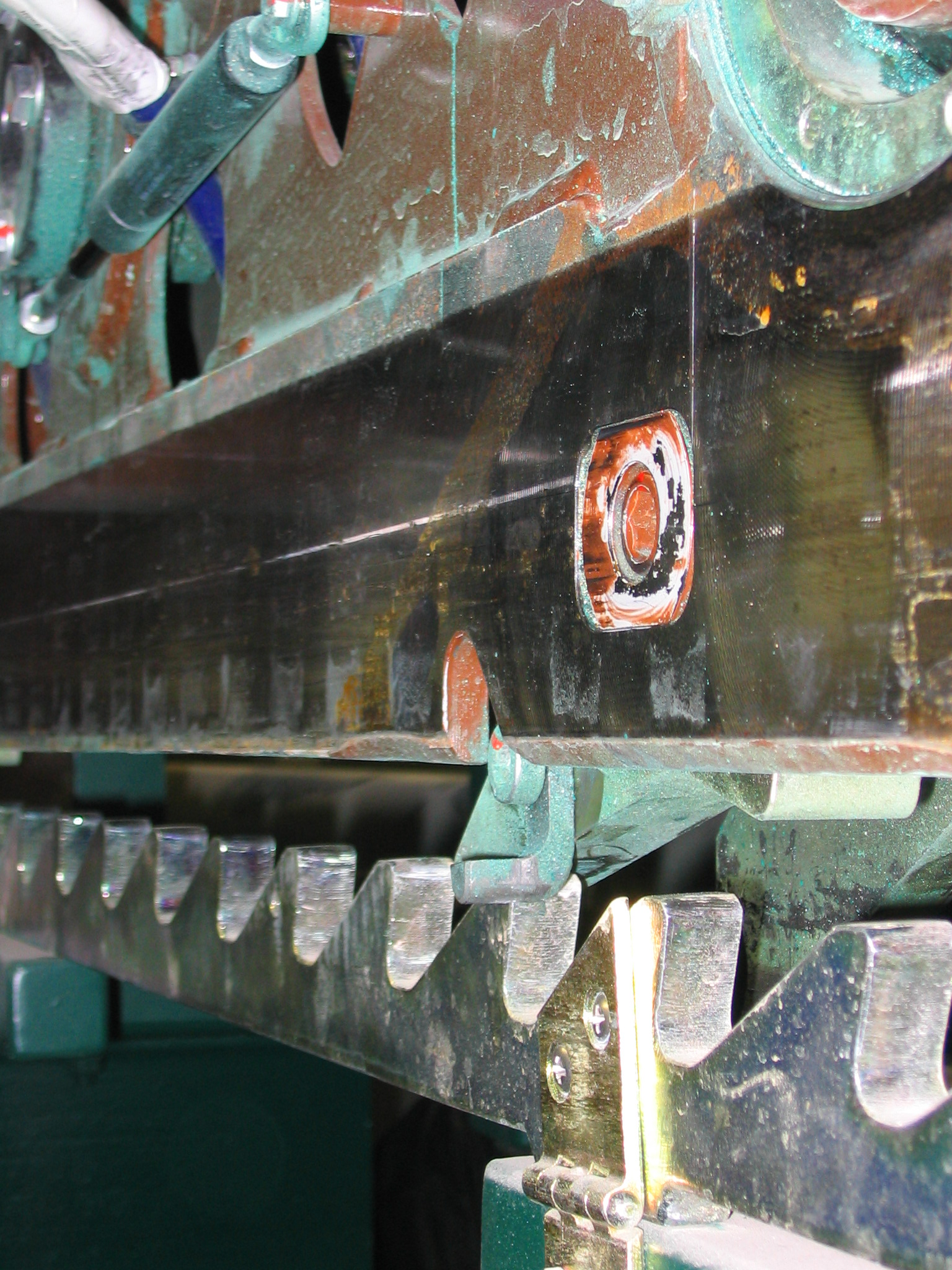
Een terugrolbeveiliging op Gerstlauer achtbaan

De werking van een ratelterugrolbeveiliging

De ratelterugrolbeveiliging bestaat uit een lange getande strip die gemonteerd is op de helling. De achtbaantrein heeft een pal aan de onderkant die de achtbaantrein wel toestaat om omhoog gesleept te worden maar blokkeert als de trein achteruit naar beneden wil rijden. Tijdens het optakelen kan de terugrolbeveiliging nodig zijn als de aandrijving uitvalt door bijvoorbeeld een stroomstoring of in geval van een breuk in de takelketting of kabel.
De ratelterugrolbeveiliging is alleen geschikt voor het stoppen van achtbaantreinen met een lage snelheid. Door de constructie van de terugrolbeveiliging stopt de trein zeer abrupt wanneer de pal blokkeert tijdens het terugrollen. Vanwege de abrupte stop tijdens het gebruik van de ratelterugrolbeveiliging en de daarbij vrijkomende krachten is het regelmatig inspecteren van de pal zeer belangrijk in het voorkomen van ongelukken. Op 20 april 1997 overleed in Bell's Amusement Park in Tulsa een 14-jarige jongen nadat zowel de optakeling als de ratelterugrolbeveiliging faalde.

### Remvakterugrolbeveiliging

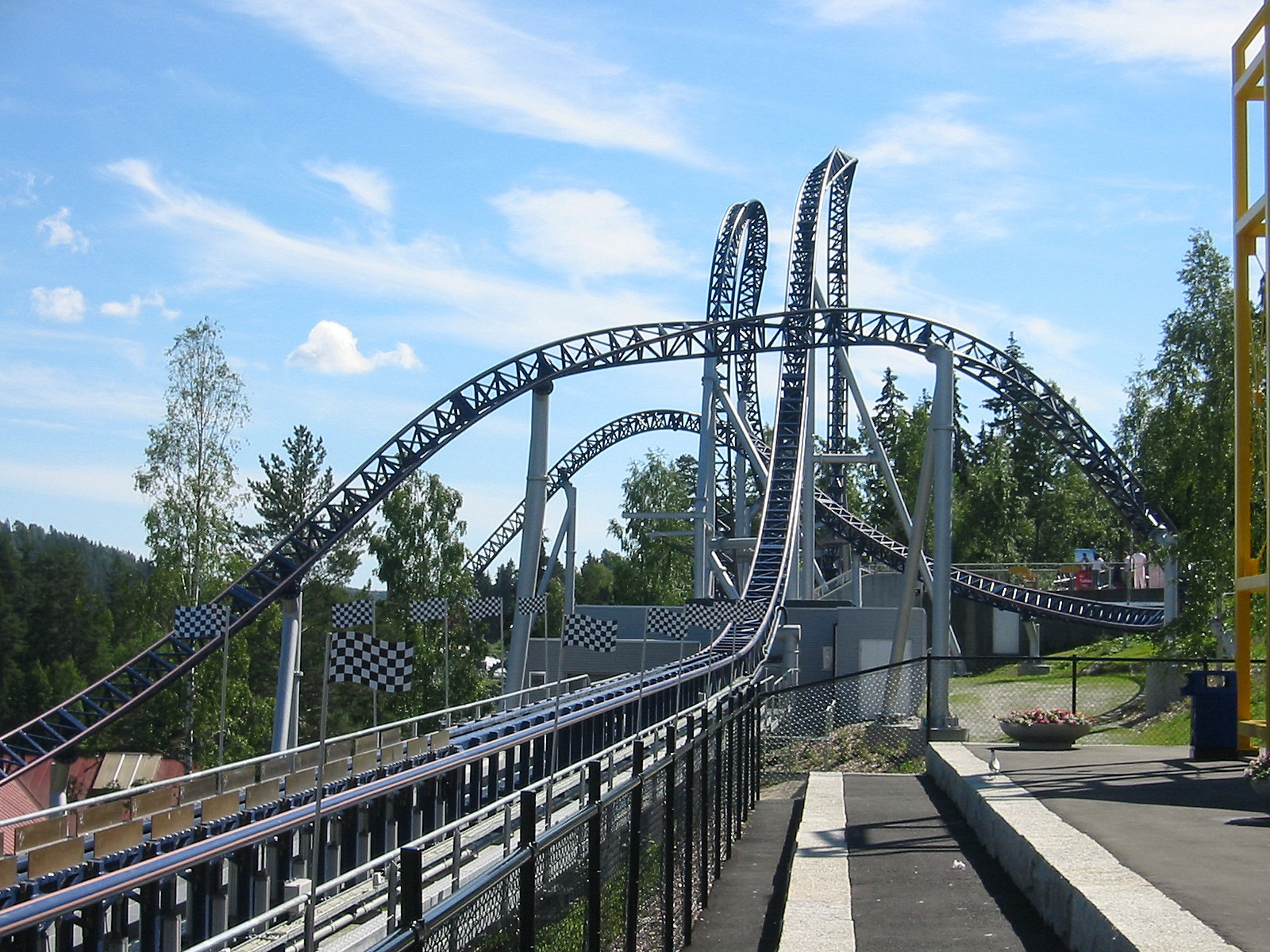
Speed Monster met de omhoog staande remvinnen links zichtbaar.

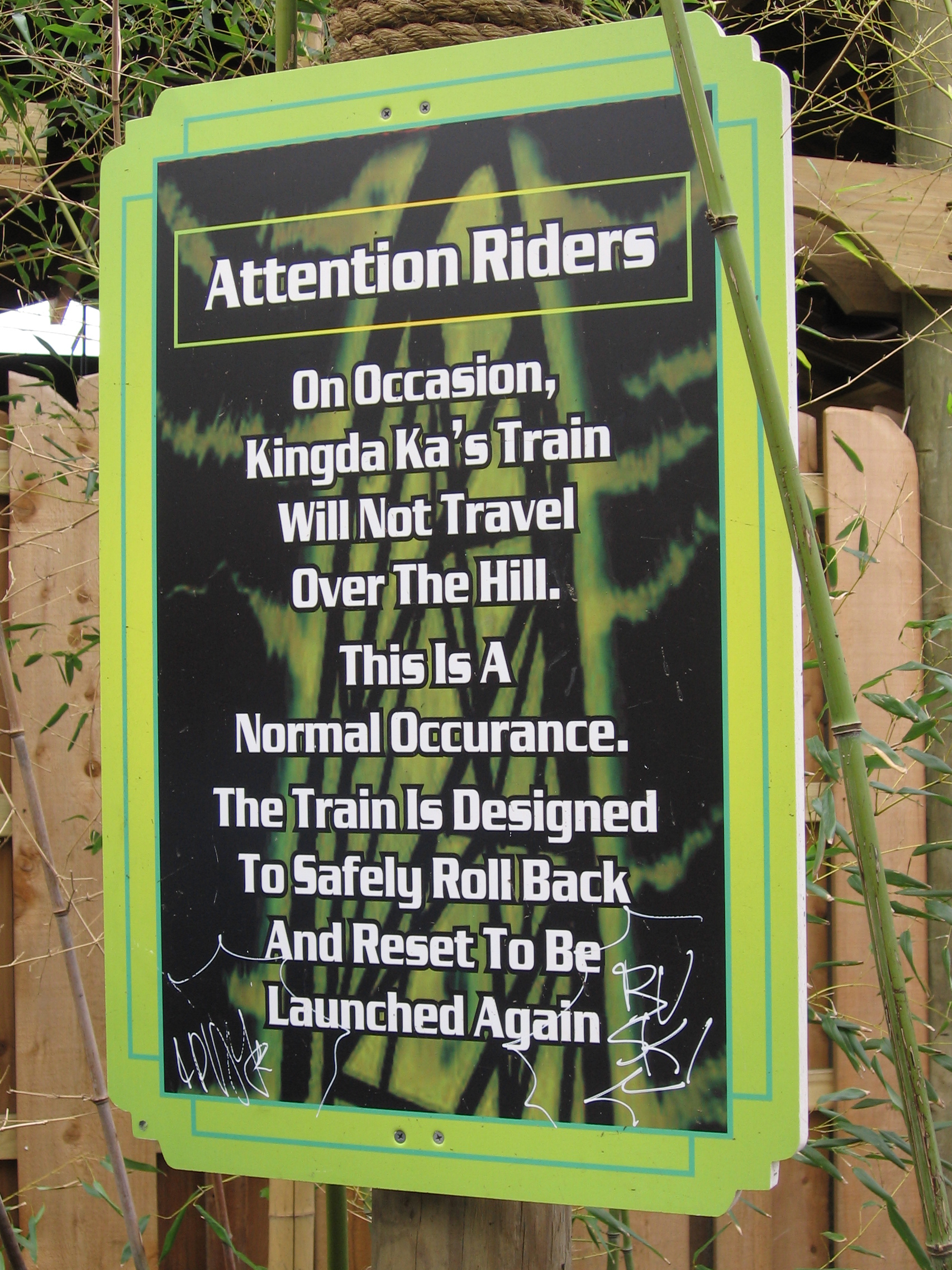
Waarschuwing voor passagiers van de Kingda Ka dat de achtbaantrein soms terugrolt

Bij een lanceerachtbaan werkt een terugrolbeveiliging op stijgend baandeel zeer onpraktisch aangezien de achtbaantrein niet omhoog getransporteerd kan worden aangezien er geen optakelinstallatie aanwezig is. Daarom wordt er vaak voor gekozen om de achtbaantrein terug te laten rollen en op een horizontaal baandeel gecontroleerd tot stilstand te brengen. De achtbaantrein komt met relatief hoge snelheid achteruit de helling af rijden en de ratelterugrolbeveiliging is niet geschikt. In plaats van de ratel, wordt een remvak gebruikt dat de trein geleidelijk afremt. Voorbeelden van achtbanen met een speciaal remvak als terugrolbeveiliging zijn de Kingda Ka en Top Thrill Dragster. Hierbij komt na de lancering automatisch een reminstallatie omhoog die de trein afremt in geval van terugrollen.

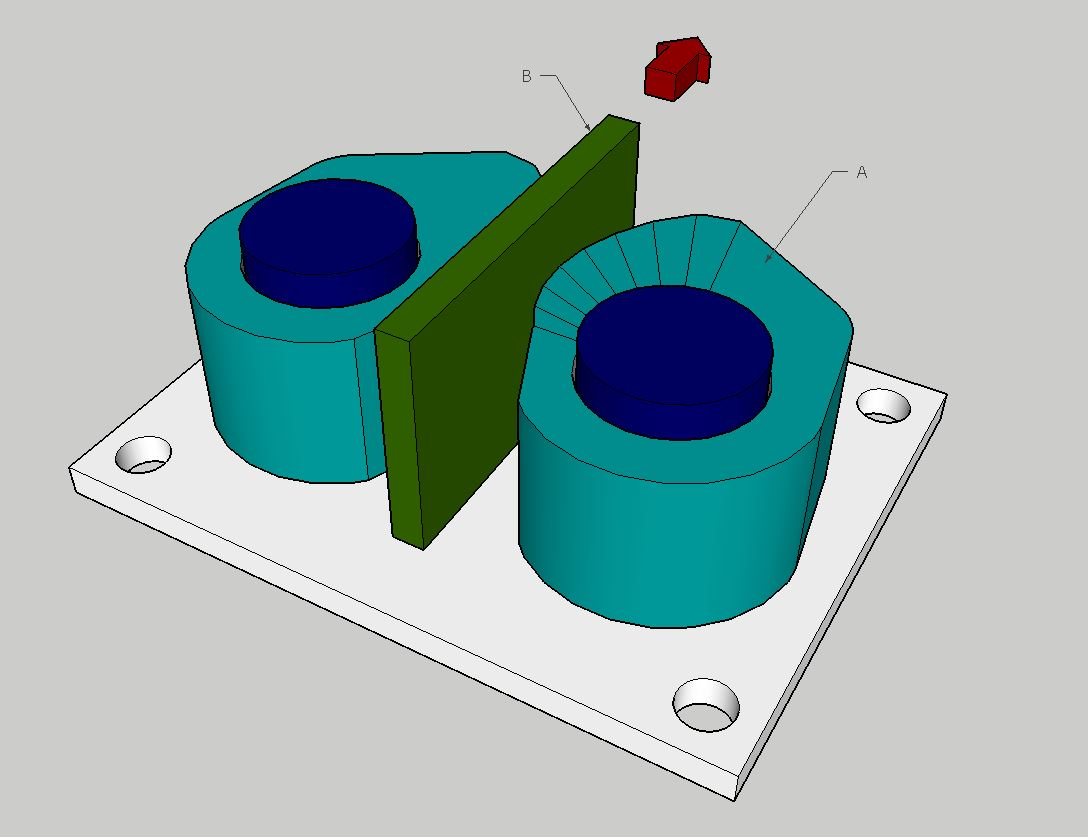
Schema van een anti rollback unit

### Nokkenterugloopbeveiliging
Er kan ook een systeem toegepast worden op de remvin (B)  van een achtbaankarretje. Als de remvin in de aangegeven richting door de nokken (A) beweegt dan is verplaatsing mogelijk. Maar als het karretje terug gaat lopen draait ook de wrijvingskracht om en klemmen de nokken zich vast tegen de remvin en blokkeren het teruglopen. Onder de nokken (en in het prentje niet zichtbaar) zitten torsieveren die ervoor zorgen dat de nokken altijd tegen de remvin aangedrukt worden. Soms worden de nokken op de zijde die moet klemmen ook nog voorzien van een laagje kunststof met een hoge wrijvingscoëfficient, of met tandjes om een betere klemming te krijgen (b.v. bij een buitenbaan waar het nat weer kan zijn). Dit systeem wordt bijvoorbeeld toegepast op Gerstlauer-achtbaan Dragon Fly in het Nederlandse Duinrell.

## Geschiedenis
De eerste terugrolbeveiliging werd in 1903 gepatenteerd door Stephen E. Jackman. Deze terugrolbeveiliging bestond uit armen gemonteerd aan de zijkant van de rails die achter het achtbaankarretje klapten zodra dit voorbij was.
Een ander type terugrolbeveiliging werd in 1910 gepatenteerd door John A. Miller. Deze terugrolbeveiliging voorkwam dat de ketting gebruikt voor de optakeling naar beneden kon glijden in geval van een breuk. De aan de ketting hangende achtbaantrein bleef in dat geval dus ook hangen.
In 1927 werd, wederom door John A. Miller, een op de moderne variant lijkende ratelterugrolbeveiliging gepatenteerd. Deze terugrolbeveiliging werkt als een ratel waarbij onder het achtbaantreintje een getande strip zit gemonteerd en op de helling diverse pallen zijn gemonteerd zodat het treintje in geval van het falen van de optakeling niet naar beneden rijdt. Essentieel hierbij is dat de getande strip altijd in contact is met ten minste één ratel.
De ontwikkeling van de remvakterugrolbeveiligingen liep gelijk op met de ontwikkeling van lanceerachtbanen, aangezien de ratelterugrolbeveiliging niet voldeed.